# Epizoda u životu berača željeza
Epizoda u životu berača željeza (lett. "Un episodio della vita di un raccoglitore di ferro") è un film del 2013 diretto da Danis Tanović.

## Trama
Nazif è un Rom che vive in Bosnia Erzegovina. Ha una compagna, Senada, e due bambine piccole. Nazif si guadagna da vivere demolendo auto o cercando materiali ferrosi da rivendere. Un giorno, tornato a casa, trova Senada in cattive condizioni. In ospedale le viene diagnosticata la morte del bambino che ha in grembo. Occorre un intervento chirurgico per asportare il feto, ma la coppia non ha un'assicurazione sanitaria e l'operazione costa 500 euro, somma che Nazif non ha. Visto il rifiuto ad intervenire gratuitamente da parte della struttura sanitaria e il grave pericolo che corre la compagna, Nazif cerca disperatamente di procurarsi la somma necessaria.

## Riconoscimenti
- 2013 - Festival internazionale del cinema di Berlino
  - Orso d'argento, gran premio della giuria
  - Orso d'argento per il miglior attore a Nazif Mujić